# Унтервелленборн
Унтервелленборн (нем. Unterwellenborn) — община в Германии, в земле Тюрингия.
Входит в состав района Заальфельд-Рудольштадт. Подчиняется управлению Унтервелленборн. Население составляет 6371 человек (на 31 декабря 2010 года). Занимает площадь 56,08 км².